# Mugil capurrii
Mugil capurrii är en fiskart som först beskrevs av Perugia 1892.  Mugil capurrii ingår i släktet Mugil och familjen multfiskar. Inga underarter finns listade i Catalogue of Life.